# Весёлое (Межевский поселковый совет)
Весёлое (укр. Веселе) — село,
Межевский поселковый совет,
Синельниковский район,
Днепропетровская область,
Украина.
Код КОАТУУ — 1222655101. Население по переписи 2001 года составляло 67 человек.

## Географическое положение
Село Весёлое примыкает к селу Славное.
По селу протекает пересыхающий ручей с запрудой.
Рядом проходит автомобильная дорога Т-0428.

## История
- 1890 — дата основания.